# 兵海カラフト
兵海カラフト（ひょうかいからふと）は、かつて兵庫県加古川市に存在した、昆布加工を中心にする食品メーカーである。
高度成長期に、カラフト巻のヒットと共に急成長した。昭和40年代後半に、おやつ昆布「チャーミン」がヒットし、会社規模も更に拡大していったが、平成以降、消費者の昆布離れや、原藻の高騰、更には、長年日本生協連のPB（プライベートブランド）を一手に引き受けていたが、他社との競合に破れ、生協の売上げが殆どなくなった事等が大きく影響し、業績は一気に悪化した。
主な取引先は、加藤産業や、伊藤忠食品、日本アクセス等があった。
静岡県の一部では、兵海カラフトの商品が、定番として取り扱われていたが、全国的には特売メーカーとして取り扱われていた。
販売商品も、出し昆布も安価なものが中心、一般商品は100円均一商品が中心となっていたため、業績悪化には、更に拍車をかけていた。

## 歴史
- 1865年（慶応元年） - 創業
- 1949年（昭和24年）3月17日 - 会社設立。
- 1960年（昭和35年）3月 - 全国水産品評会で「カラフト巻」に農林大臣賞を受賞。
- 1970年（昭和45年）11月 - 本社を加古川市野口に移転する。
- 1993年（平成5年）9月 - 赤穂工場稼動開始。
- 2008年（平成20年）6月16日 - 神戸地方裁判所に自己破産を申請[1]。
- 2010年（平成22年）9月29日 - 破産手続き終結[2][3]。

## 主な商品
- カラフト巻
- ねばる昆布
- お吸い物用とろろ昆布
- マイルド花ちゃん
- ママさんとろろ